# 柚月めい
柚月 めい（ゆづき めい、1991年9月19日 - ）は、日本のタレント、モデル。
幼稚園教諭、保育士、ヨガインストラクター、アスリートフードマイスター、福祉車両取扱説明士、派遣元責任者の資格を保持している。
夫は騎手の北村友一

## 経歴・人物
3姉妹の次女として島根県益田市に生まれ、広島県で育つ。
幼稚園教諭になる。
2018年3月1日、アライブエンタテインメントに移籍したことをブログで発表。
2022年現在結婚して子供がいる。

## レースクイーン・イメージガール
- 日本サン石油「SUNOCOイメージガール」（2017：SUNOCO team lemans）[4]
- SUPER GT「DUNLOP DIREZZA GIRLS」（相方：木村理恵）[5]

## 出演

### テレビ
- 生たまごBang!（山陰放送）
- ガッ釣り！関西（テレビ大阪）リポーター
- 生たまごbang!（山陰放送）リポーター
- 朝生ワイド す・またん!（読売テレビ）生出演
- ZIP!（日本テレビ） 生出演
- B-topsでお買い物（読売テレビ）レギュラーモデル
- 石田純一のシネマに乾杯（朝日放送）モデル
- 生×カラ（サンテレビ）アシスタント
- キメツケ！（関西テレビ）モデル
- ビーバップハイヒール（朝日放送）モデル
- P-1パチとも倶楽部（テレビ大阪）実践出演

### イベント
- 東京オートサロン

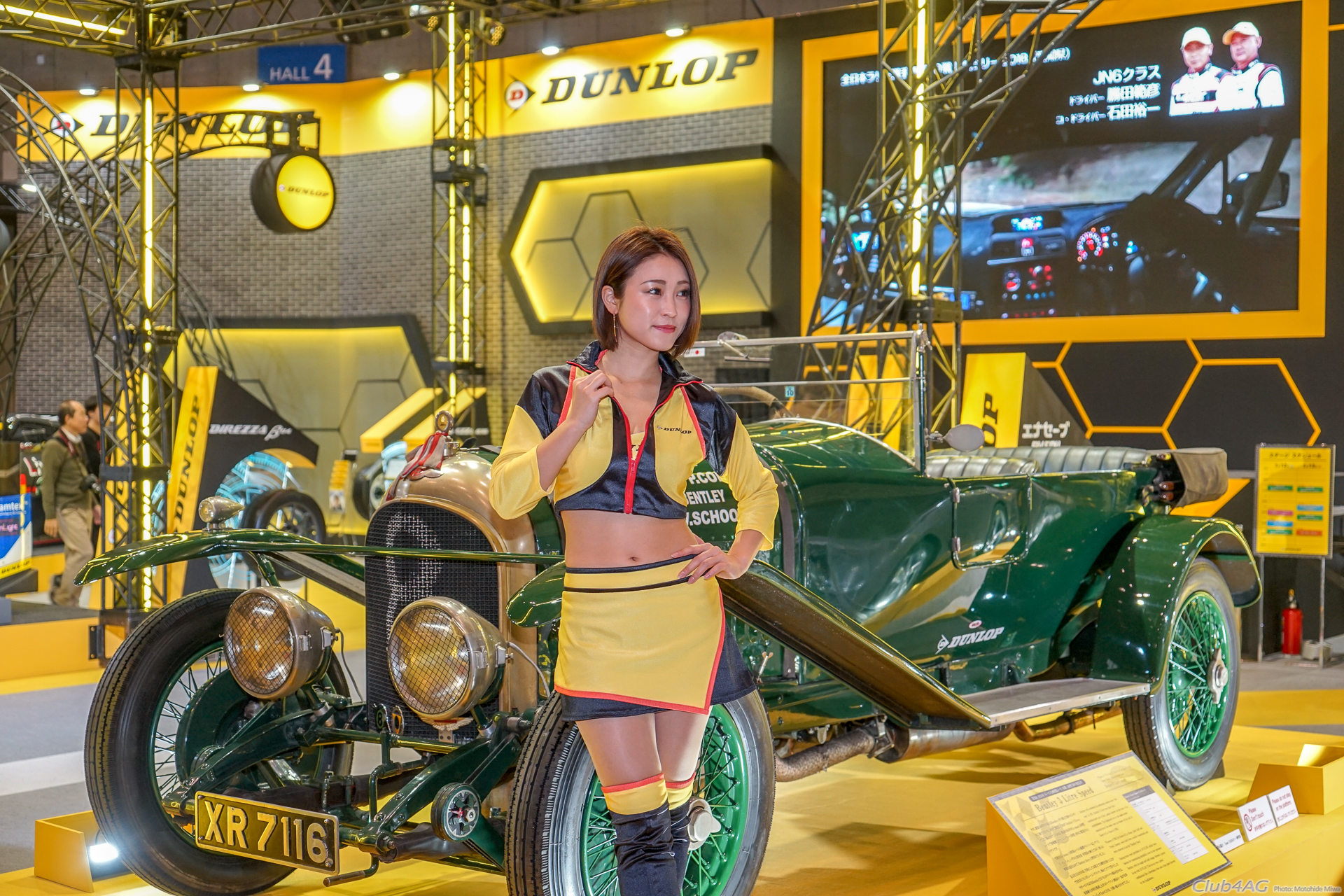
東京オートサロン2019にて

  - 「DUNLOPブース」（2019年1月）DIREZZA GIRLSとして出演

### CM
- 滋賀県信用保証協会
- ベストディライトグループ

### その他
- キットカットWeb動画　出演
- 日本財団 海と日本プロジェクト MC
- ハワイアンフェスティバル
- 三邦丸 イメージビデオ、釣りロケ
- docomo 携帯新機種発売 発表会モデル
- インテンティオ様 リップイメージモデル
- 株式会社晃商 スーパードームイメージガール
- NGKスパークガールズMC(2016)
- 日本特殊陶業イメージガールガール(2016)
- 旅行雑誌るるぶ モデル

その他、モーターショー、オートメッセ、モーターサイクルショー、フィッシングショー、展示会MC等で活動している。